# Appio Claudio
Appio Claudio är Roms tjugofemte quartiere och har beteckningen Q. XXV. Quartiere Appio Claudio är uppkallat efter den romerske politikern Appius Claudius Caecus. Quartiere Appio Claudio bildades år 1961.

## Kyrkobyggnader
- Santa Barbara alle Capannelle
- Divino Amore delle Suore dell'Assunzione
- Sant'Ignazio di Antiochia
- Madonna del Buon Consiglio a Tor di Mezza Via
- San Policarpo

## Övrigt
- Parco degli Acquedotti
- Tomba dei Cento Scalini

## Bilder
| - Sant'Ignazio di Antiochia. - San Policarpo. |